# Roma (non si discute, si ama)/Derby
Roma (non si discute si ama)/Derby è un singolo di Antonello Venditti. 

## Descrizione
Pubblicato per la prima volta nel 1975. Successivamente la canzone sul lato A (nota anche come Roma Roma o Roma Roma Roma) è stata inserita negli album dal vivo Circo Massimo (1983) e Circo Massimo 2001 (2001) e nelle raccolte Diamanti (2006) e TuttoVenditti (2012). Autori della canzone, oltre a Venditti, risultano Giampiero Scalamogna (Gepy & Gepy), Sergio Bardotti e Franco Latini. Secondo quanto raccontò successivamente Gepy, che era produttore alla RCA italiana, la canzone nacque nel 1974, come sfida, dopo un incontro presso gli studi della casa discografica con Giorgio Chinaglia e gli Oliver Onions, i quali avevano scritto un brano (I'm) Football Crazy, interpretato e inciso da Chinaglia stesso.
(Massimo Izzi, Addio Gepy... C’hai fatto innamora’, "Il Romanista", 4 luglio 2010)
Il brano appena inciso fu presentato alla squadra, alla presenza del presidente Gaetano Anzalone e dell'allenatore Nils Liedholm e venne diffuso per la prima volta dagli altoparlanti dello stadio Olimpico il 15 dicembre 1974 per qualche istante dopo la rete di Domenico Penzo che decise un Roma-Fiorentina, pochi istanti che però costarono una multa alla società. La canzone divenne l'inno ufficiale della Roma, diffuso prima dell'inizio di ogni partita casalinga, tranne la parentesi 1978-1983, quando venne sostituito dal brano Forza Roma Forza Lupi di Lando Fiorini, “sembra per volontà del presidente Dino Viola che non gradiva avere un inno composto da un cantautore all'epoca politicamente esposto come Venditti”.
Nel 2013, a seguito di un'intervista radiofonica nella quale Venditti dichiarò che lo spirito della sua canzone non si identificava più con l'attuale impostazione della società, si diffuse sulla stampa italiana la notizia, poi smentita dallo stesso Venditti, che l'autore volesse “togliere l'inno” alla squadra.
Sul lato B del singolo era presente Derby che conteneva “cori, suoni e rumori” registrati durante il derby Roma-Lazio del 1º dicembre 1974, intervallati da una musica firmata da Sergepy ed eseguita dalla Pyrol's Band.
In una classifica stilata nel 2017 la rivista France Football pone Roma (non si discute, si ama) al secondo posto tra gli inni calcistici più belli di sempre, dopo You'll Never Walk Alone.

## Tracce
1. Roma (non si discute, si ama)
2. Derby